# Gangliosídio

Estrutura química de um gangliósideo

Os gangliosídios são os esfingolipídios com extremidades ("cabeças") polares muito grandes formadas por unidades de oligossacarídeos carregadas negativamente, e que possuem uma ou mais unidades de ácido N-acetilneuramínico ou ácido siálico que têm uma carga negativa a pH 7. Os gangliósideos diferem de outros glicoesfingolipídios por possuirem este ácido.
Estão concentrados em grande quantidade nas células ganglionares do sistema nervoso central, especialmente nas terminações nervosas. Os gangliósidios constituem até 6% dos lípidos de membrana da substância cinzenta do cérebro humano e se encontram em menor quantidade nas membranas da maioria dos tecidos animais não nervosos. Se apresentam na zona externa da membrana e servem para o reconhecimento entre as células, portanto são considerados receptores de membrana.
O acúmulo de um tipo de gangliosídio - Gm2 - nos neurônios é consequência de um distúrbio metabólico de origem genética nomeado de Doença de Tay-Sachs, a qual é expressa, sobretudo, em recém-nascidos a partir do 5º mês, quando começam a se desenvolver sintomas como cegueira, dificuldade na deglutição, bem como completa deterioração das funções físicas e mentais. 